# Distrito de Gros-Morne
El distrito de Gros-Morne (en francés arrondissement de Gros-Morne; y en criollo haitiano: awondisman Gwo Mòn) es una división administrativa haitiana, que está situada en el departamento de Artibonito.

## División territorial
Está formado por el reagrupamiento de tres comunas:
- Anse-Rouge
- Gros-Morne
- Terre-Neuve